# HMS Tradewind (1943)
HMS Tradewind was een Britse onderzeeboot van de T-klasse gebouwd op de Chatham Dockyard als P329 in 1943. De Tradewind is vooral bekend vanwege de torpedering van de Junyo Maru, een Japans vrachtschip. Hierbij kwamen zo'n 5600 mensen om, vooral Javanen en westerse krijgsgevangenen.

## Carrière
Nadat de Tradewind in de vaart was genomen, werd die toegewezen aan het 3rd Submarine Flotilla, met als thuishaven Holy Loch, en patrouilleerde in de omgeving van Noorwegen gedurende januari en februari 1944. In maart 1944 werd de onderzeeboot toegevoegd aan de Eastern Fleet en vertrok van de Clyde op 12 maart 1944. Op 21 mei 1944 werd Trincomalee op Sri Lanka bereikt en voegde de Tradewind zich bij het 4th Submarine Flotilla. Tussen 8 juni en 3 juli 1944 werd de eerste verkenningspatrouille in het Verre Oosten gevaren in Straat Soenda. Tussen juli en augustus 1944 werd in Straat Malakka gepatrouilleerd.
Tussen 8 september en 4 oktober 1944 werd gepatrouilleerd aan de westkust van Sumatra. Op 16 september werden twee bakken geladen met cement tot zinken gebracht en op 18 september 1944 werd de Junyo Maru tot zinken gebracht. Tijdens deze missie werd de onderzeeboot gehinderd door een volgelopen high power-periscoop.
De vierde patrouille, aan de westkust van Birma en Siam, duurde van 20 oktober tot 15 november 1944.
De vijfde patrouille van de Tradewind, bij de westkust van Sumatra, begon op 5 december 1944. Op 15 december werd deze missie afgebroken om zich te voegen bij de 8th Submarine Flotilla in Fremantle. Meerdere missies werden uitgevoerd in het zuidwesten van de Grote Oceaan vanaf 12 januari 1945.
Op 6 juni vertrok de Tradewind voor een ombouw naar Portsmouth en arriveerde op 16 juli. Begin 1946 was de ombouw gereed en voegde de onderzeeboot zich bij het 7th Submarine Flotilla in Portland. In 1950 volgde een tweede ombouw. In 1953 werd de Tradewind bij de reservevloot gevoegd en uiteindelijk in juli 1955 gesloopt.